# Juan Manuel Sara
Juan Manuel Sara (Buenos Aires, 13 ottobre 1976) è un allenatore di calcio ed ex calciatore argentino con cittadinanza italiana, di ruolo attaccante.

## Palmarès

### Giocatore

#### Competizioni nazionali
- Campionato paraguaiano: 1

Cerro Porteño: Apertura 2009
- Ascenso MX: 1

Correcaminos UAT: Apertura 2011
- Coppa del Liechtenstein: 1

Vaduz: 2005-2006